# Episodi di Treme (quarta stagione)
La quarta ed ultima stagione della serie televisiva Treme viene trasmessa in prima visione negli Stati Uniti d'America dal canale via cavo HBO dal 1º dicembre 2013 al  29 dicembre dello stesso anno.
| nº | Titolo originale       | Titolo italiano | Prima TV USA     | Prima TV Italia |
| -- | ---------------------- | --------------- | ---------------- | --------------- |
| 1  | Yes We Can Can         |                 | 1º dicembre 2013 |                 |
| 2  | This City              |                 | 8 dicembre 2013  |                 |
| 3  | Dippermouth Blues      |                 | 15 dicembre 2013 |                 |
| 4  | Sunset on Louisianne   |                 | 22 dicembre 2013 |                 |
| 5  | ...To Miss New Orleans |                 | 29 dicembre 2013 |                 |